# 齊藤努
齊藤 努（さいとう つとむ、1972年4月13日 - ）は元競輪選手、元自転車競技選手。熊本県熊本市出身。日本競輪学校第69期卒業。晩年は日本競輪選手会東京支部に在籍した。選手登録番号12555。師匠は中原曙観。弟子はガールズケイリン選手の藍野美穂。
2011年12月までの登録名は横田 努（よこた つとむ）。

## 経歴
小学校時代、水泳自由形で全九州短水路水泳競技大会の優勝を経験。中学校時代にロードバイクを乗り始めたことを契機に、鎮西高等学校に入学後、本格的に自転車競技に取り組むようになった。その後日本競輪学校に第69期生として入学。同期には稲村成浩、澤田義和、豊岡弘、三和英樹らがいた。
卒業後は地元の熊本支部所属としてデビューし、初出走は1992年4月11日の前橋競輪場で初勝利も同日。1994年の寛仁親王牌（前橋競輪場）で特別競輪（現在のGI）初優出（9着）。そして、同年の競輪祭全日本新人王戦で優勝（新人王）。
またこの間、自転車競技にも積極的に取り組んでおり、アジア自転車競技選手権大会のケイリンで優勝を経験した他、1995年、東京ドームで行われたUCIトラックワールドカップクラシックスのオリンピックスプリントでは、稲村、斉藤正剛とのトリオで3位に入った。
2000年のふるさとダービー（福井競輪場）決勝では、内林久徳との捲りあいを制し優勝。
2004年からは家庭上の理由により夫人の出身地である東京に選手登録地を移し、引退まで松戸競輪場をホームバンクとした。
2011年12月21日より登録名の姓を「横田」から「齊藤」に改称した。
2018年8月20日、選手登録消除。通算成績2198戦334勝、優勝36回（うち1回は競輪祭新人王）。
引退後は東京都・門前仲町で整体院と馬刺し＆馬肉屋を開業して経営（門前仲町の整体院は閉業、馬刺し＆馬肉屋の大将からは既に引退）。
現在は墨田区で整体院とパーソナルTRを開業して経営中。